# KaVontae Turpin
KaVontae Turpin (Monroe, 2 agosto 1996) è un giocatore di football americano statunitense che milita nel ruolo di wide receiver nei Dallas Cowboys della National Football League (NFL).

## Carriera

### Primi anni
Dopo aver giocato per la squadra universitaria dei TCU Horned Frogs, Turpin militò nei Glacier Boyz della Fan Controlled Football (FCF) e nella Spring League, per passare in seguito alla squadra professionistica polacca dei Panthers Wrocław nel campionato European League of Football in sostituzione dell'infortunato Mark Herndon. Successivamente firmò con i New Jersey Generals della USFL.

### Dallas Cowboys
Il 27 luglio 2022 Turpin firmò con i Dallas Cowboys. A fine stagione fu convocato per il suo primo Pro Bowl come special teamer.
Il 10 settembre 2023 Turpin segnò il suo primo touchdown nella NFL su una corsa da 7 yard nella vittoria per 40-0 sui New York Giants. La sua stagione si chiuse con 12 ricezioni per 127 yard e 3 touchdown su ricezione, oltre a uno su corsa.
Nel dodicesimo turno della stagione 2024, Turpin nel finale di partita ritornò un kickoff (che inizialmente gli era sfuggito dalle mani) per 99 yard in touchdown, segnando i punti che diedero di fatto la vittoria ai Cowboys sui Washington Commanders. Per questa prestazione fu premiato come miglior giocatore degli special team della NFC della settimana. A fine stagione fu convocato per il suo secondo Pro Bowl e inserito nel First-team All-Pro.
L'11 marzo 2025 Turpin firmò un nuovo contratto triennale del valore di 18 milioni di dollari.

## Palmarès
- Convocazioni al Pro Bowl: 2

2022, 2024
- First-team All-Pro: 1

2024